# Polsko-niemiecki traktat graniczny

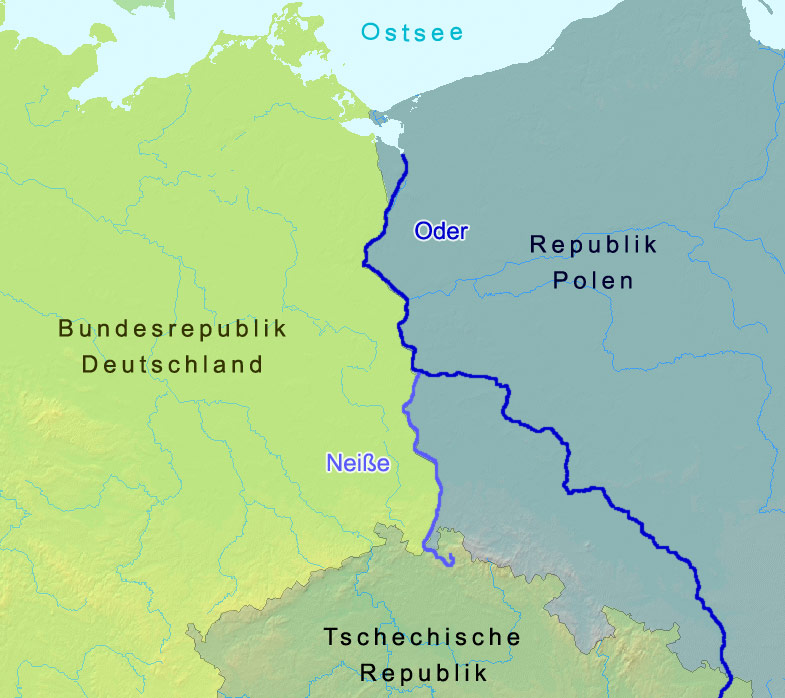
Mapa granicy na Odrze i Nysie Łużyckiej

Polsko-niemiecki traktat graniczny – umowa bilateralna podpisana 14 listopada 1990 między Rzeczpospolitą Polską i Republiką Federalną Niemiec dotycząca uznania granicy na Odrze i Nysie Łużyckiej.

## Historia
Układ ten poprzedziła konferencja dwa plus cztery dotycząca zjednoczenia Niemiec, w której Niemcy zobowiązały się do zawarcia traktatu potwierdzającego istniejącą granicę. Jeszcze wcześniej, 21 czerwca 1990, parlamenty obu państw niemieckich zapowiedziały potwierdzenie granicy w oddzielnym traktacie. W swych rezolucjach nawiązały wówczas do podpisanego między PRL i NRD układu zgorzeleckiego (1950), jak i do układu PRL-RFN (1970).
Strona polska zabiegała o zawarcie traktatu, ponieważ żaden z wcześniejszych traktatów nie potwierdzał tej granicy w pełni, a postanowienia traktatu z roku 1970 nie miały obowiązywać zjednoczonych Niemiec. Stanowisko to obok RFN podzielali także alianci zachodni (tj. Francja, USA oraz Wielka Brytania), wskazując na deklarację poczdamską (1945), która stanowiła, że ostateczne potwierdzenie granicy ma nastąpić na konferencji pokojowej, do której nigdy nie doszło. Namiastką jej stała się dopiero konferencja dwa plus cztery. Dlatego z konstytucjonalnego punktu widzenia Niemiec Zachodnich i w kontekście nieuznawania przez aliantów dotychczasowych traktatów za ostateczne, w RFN oficjalnie mówiono, że de iure (ale nie de facto), ziemie niemieckie, które weszły w skład powojennej Polski, znajdują się „pod tymczasową administracją polską”.
Wysiłki polskiej dyplomacji, aby podpisać nowy układ graniczny możliwie wcześnie, tak aby wszedł on w życie jeszcze przed zjednoczeniem Niemiec, nie powiodły się jednak. Ostatecznie umowa podpisana została dopiero 14 listopada 1990 przez ówczesnych ministrów spraw zagranicznych obu państw – Hansa-Dietricha Genschera i Krzysztofa Skubiszewskiego. Polska ratyfikowała ją 26 listopada 1991, zaś Niemcy 16 grudnia 1991. Umowa weszła w życie w tym samym dniu co Traktat o dobrym sąsiedztwie i przyjaznej współpracy – 16 stycznia 1992.

## Struktura i treść
Traktat składa się z preambuły i czterech artykułów. W treści pominięto zawartą w układzie z 1970 wzmiankę o tym, że to właśnie Polska była pierwszą ofiarą II wojny światowej, nie nawiązano również do postanowień konferencji poczdamskiej. Zrównano również utratę przez licznych Polaków i Niemców ich stron rodzinnych w wyniku wypędzenia albo wysiedlenia. W artykule pierwszym uznano jednak ważność wszystkich dotychczasowych układów i aktów (1950, 1951, 1970 i 1989). W artykule drugim obie strony zobowiązały się do poszanowania swej suwerenności i integralności terytorialnej. W kolejnym artykule wyrażono rezygnację z roszczeń terytorialnych i zobowiązania do niewysuwania takowych w przyszłości. Z kolei w ostatnim artykule ustalono tryb ratyfikacji.
Umowa sporządzona została w językach polskim i niemieckim.